# Hugo Viana
Hugo Miguel Ferreira Gomes Viana [ˈuɣu viˈɐnɐ] (* 15. Januar 1983 in Barcelos), genannt Hugo Viana, ist ein ehemaliger portugiesischer Fußballspieler.

## Karriere
Hugo Viana begann seine fußballerische Karriere bei Sporting Lissabon und wechselte 2002 für 12,5 Millionen Euro in die englische Premier League zu Newcastle United. Dort absolvierte er zwei Spielzeiten und nahm mit Newcastle an der Champions League 2002/03 teil. Die Mannschaft erreichte die Zwischenrunde, scheiterte in der Gruppe A jedoch am FC Barcelona und Inter Mailand. Nach der zweiten Saison in England, in der es ihm erneut nicht gelang, einen Stammplatz bei Newcastle zu erkämpfen, wurde Viana wieder an Sporting Lissabon verliehen. Zu Beginn der Saison 2005/2006 wechselte er in die spanische Primera División zum FC Valencia, ebenfalls nur auf Leihbasis, da Sporting nicht bereit war, die hohe Ablösesumme an Newcastle zu entrichten. In Valencia wurde er von Trainer Quique Flores meist nur nach der Pause oder im Verlauf der zweiten Halbzeit eingesetzt. Er spielte in der Saison 2005/06 in 19 Spielen für den FC Valencia und erreichte mit seiner Mannschaft den dritten Tabellenplatz hinter Meister FC Barcelona und Real Madrid. Im März 2006 wurde Viana vom FC Valencia dann für circa 2,3 Millionen Euro gekauft. Im Juli 2007 wurde er von CA Osasuna ausgeliehen, wo er kein Spiel über die volle Spielzeit bestritt und so nur zu 9 Teilzeiteinsätzen kam, was auch daran lag, dass er sich während der Saisonvorbereitung eine langwierige Verletzung zuzog. In der Saison 2008/09 spielte er wieder für Valencia, kam er in der ganzen Saison nur auf vier Pflichtspieleinsätze für Valencia. In der Saison 2009/10 war er an Sporting Braga ausgeliehen. Anschließend wurde sein Vertrag beim FC Valencia in beiderseitigem Einverständnis aufgelöst, damit Hugo Viana ablösefrei zu Sporting Braga wechseln konnte. Hugo Viana unterschrieb einen Dreijahresvertrag beim portugiesischen Vizemeister. Im Juli 2013 wechselte Viana zu Al-Ahli Dubai in die Vereinigten Arabischen Emirate.

## Nationalmannschaft
Sein erstes Länderspiel bestritt Viana in einem Freundschaftsspiel am 14. November 2001 gegen Angola, das mit einem 5:1-Sieg Portugals endete. Davor hatte er sich in der portugiesischen U-21-Mannschaft etabliert, mit der er an den U21-Europameisterschaften in den Jahren 2002 und 2004 teilnahm.
Hugo Viana war bei der WM 2002 im Kader der portugiesischen Nationalmannschaft, kam jedoch nicht zum Einsatz. Er nahm mit Portugal an den Olympischen Spielen 2004 in Athen teil und spielte bei der WM-Endrunde 2006 in Deutschland.

## Erfolge
- Sporting Lissabon:
  - Portugiesischer Meister: 2002
  - Portugiesische Pokalsieger: 2002
- Sporting Braga:
  - UEFA Europa League 2010/11: Finaleinzug
  - Taça da Liga: 2013
- al-Ahli Dubai:
  - UAE Arabian Gulf League: 2013/14
  - UAE Arabian Gulf Super Cup: 2013
  - UAE Arabian Gulf Cup: 2014